# Hallam Football Club
El Hallam Football Club  es un club de fútbol de Inglaterra de la ciudad de Sheffield, cerca del suburbio de Crosspool. Fue fundado en 1860 y juega en la 
NCEL Division One.
Es el tercer club de fútbol más antiguo del mundo después del Sheffield FC y el Lima Cricket and Football Club, que lo supera por tres años (1857) y un año (1859) respectivamente. El Hallam FC juega ininterrumpidamente desde su fundación en el estadio Sandygate Road, oficialmente reconocido por el Libro Guinness de los récords como el "campo de fútbol más antiguo del mundo".

## Historia
Nació como un club de cricket en 1804. En 1860 tuvo lugar el primer derby de la historia del fútbol. Fue el Día de San Esteban. John Charles Shaw, fundador y capitán del Hallam, fue elegido presidente de la FA Sheffield, que organizó los partidos a nivel local. John Shaw trabajó con Charles Alcock de la Asociación de Fútbol en Londres. John Shaw fue capitán de Hallam y Charles Alcock capitán del Sheffield Club. 

### The Youdan Cup
El primer torneo organizado tuvo lugar en 1867, convirtiéndose en el primero de la historia del fútbol, la copa organizada por el propietario del teatro local Thomas Youdan estaba integrada por doce equipos de Sheffield: Broomhall, Fir Vale, Garrick, Hallam, Mackenzie, Mecánica, Milton, Norfolk, Norton, Pitsmoor y Wellington. El único equipo que faltaba era el Sheffield FC, que apenas tenía 10 años, el cual se negaba a jugar los partidos locales, el Hallam quedó campeón por una marcador de 4-0 frente al Mackenzie y posteriormente ganando por 2-0 al Norfolk en la final.

### Tiempos recientes
Hallam ha competido en los Condados del Norte Oriente Liga desde su creación en 1982, con su mejor posición en tercer lugar en la Premier División en 2002-03. 
En el 2006-07 Hallam llegó a la 2.ª ronda de clasificación de la FA Cup y cuartos de final de la Copa de Liga, y en la liga incluyeron grandes victorias contra equipos como Brodsworth, Pickering y Eccleshill. 
Guy Glover fue sustituido por el asistente de director Darren Bland como gestor y Billy Fox (anteriormente el 19 de gerente) ocupa la posición de Bland. 
El club también cuenta en la película Cuando Llega el Sábado.